# بادی گیمز (فیلم)
بادی گیمز یا بازی‌‌های رفقا فیلمی در ژانر کمدی است که در سال ۲۰۱۹ به کارگردانی جاش دومل ساخته شده‌است.